# Wołostków
Wołostków (ukr. Волостків) – wieś na Ukrainie, w rejonie jaworowskim (do 2020 roku w rejonie mościskim) obwodu lwowskiego. Wieś liczy 612 mieszkańców.
Wieś położona w powiecie przemyskim, była własnością Jana Dzierżka, została spustoszona w czasie najazdu tatarskiego w 1672 roku. 
W II Rzeczypospolitej do 1934 samodzielna gmina jednostkowa. Następnie należała do zbiorowej wiejskiej gminy Sądowa Wisznia w powiecie mościskim w woj. lwowskim. Po wojnie wieś weszła w struktury administracyjne Związku Radzieckiego.